# Ota Benga
Vous lisez un « bon article » labellisé en 2017.
Pour les articles homonymes, voir Benga.
Ota Benga (ou Otto Bingo à l'état civil américain), né vers 1883 dans la forêt de l'Ituri (bassin du Congo), et mort le 20 mars 1916 à Lynchburg en Virginie, est un Pygmée du peuple des Mbuti déplacé de force et asservi aux États-Unis.
Il est mondialement connu pour avoir été exposé, pendant près de deux ans au début du XXe siècle, dans diverses manifestations internationales, culturelles et scientifiques et même dans des spectacles déshumanisants et particulièrement racistes, en tant que véritable captif, notamment au Zoo du Bronx. Il est libéré le 28 septembre 1906 par le maire de New York, George B. McClellan Jr., grâce aux protestations d'un grand nombre d'Américains scandalisés.
Après sa libération, il doit apprendre à vivre dans la société civile occidentale. Il est hébergé dans des orphelinats puis, après avoir appris l'anglais et s'être vu refaire les dents, part travailler dans une manufacture de tabac en Virginie. Libre mais malheureux, seul survivant de son clan et voyant qu'il lui est impossible de retourner dans son pays d'origine après la déclenchement de la Première Guerre mondiale, Ota Benga met fin à ses jours.
Il est un symbole du racisme inhumain qui caractérise le XXe siècle aux États-Unis et plus largement dans le monde.

## Biographie

### Origines
Ota Benga, né vers 1883, est un Pygmée originaire de la tribu des Mbuti, un groupe ethnique d'Afrique centrale équatoriale vivant principalement de la chasse et de la cueillette. Alors qu'il revient de la chasse à l'éléphant, la Force publique (FP) de Leopold II attaque son village, tuant tous les membres de son clan parmi lesquels sa femme et ses deux enfants. Seul survivant, il se retrouve prisonnier des soldats qui le laissent dans un village de Bantous Bashilele. Ces derniers le réduisent en esclavage, l'enfermant dans une cage entre les séances de travail forcé.
C'est ainsi que le découvre Samuel Phillips Verner (en), ancien missionnaire américain devenu explorateur et négociant entre les États-Unis et l'Etat indépendant du Congo. Il est chargé de ramener des autochtones africains pour les présenter à l'Exposition universelle Louisiana Purchase Exposition, qui doit avoir lieu en 1904 à Saint-Louis dans le Missouri. Samuel Phillips Verner acquiert le jeune Pygmée contre des rations de sel, des fils de cuivre et du tissu. Ce dernier fait partie d'un « lot » de douze noirs africains, avec quatre autres Pygmées,,.

### Exposition universelle de 1904

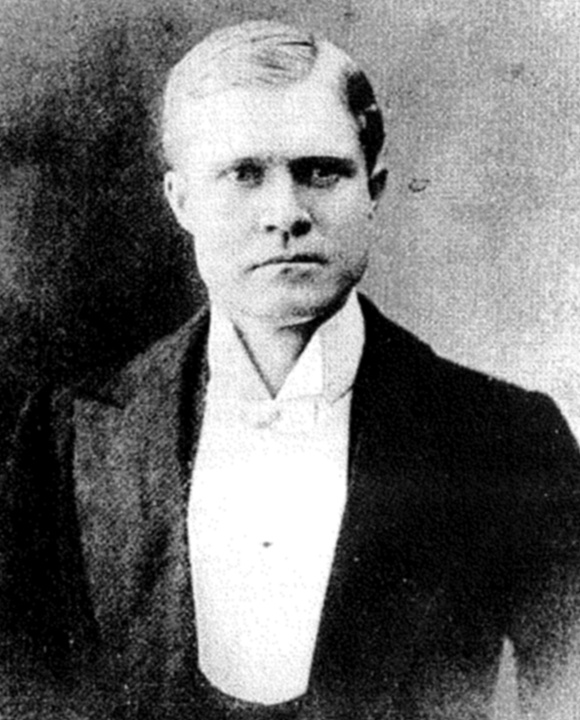
Samuel Verner est arrivé en 1903 au Congo et est reparti l'année suivante avec, entre autres, Ota Benga, pour qu'il participe à l'Exposition universelle.

Ota Benga arrive à Saint-Louis aux États-Unis au mois de juin 1904, soit un peu plus d'un mois après l'inauguration de l'Exposition universelle ; Samuel Phillips Verner, tombé malade, ayant dû laisser les Africains à La Nouvelle-Orléans.
L'arrivée des pygmées suscite un vif intérêt auprès des visiteurs américains. Ceci s'explique par l'engouement, à cette époque, pour l'étude anthropologique des Africains, dont les caractéristiques morphologiques et culturelles suscitaient la curiosité d'un public raciste : ces Pygmées sont en effet très petits par rapport à la taille moyenne des Indo-Européens, et leur sourire laisse paraitre leurs dents pointues, rituellement aiguisées,. Ota Benga et ses compagnons se produisent devant les visiteurs, entonnant des chants traditionnels et jouant entre autres du « molimo », une sorte de trompette sacrée. Les visiteurs leur donnent des pièces de monnaie pour voir leurs dents si particulières.

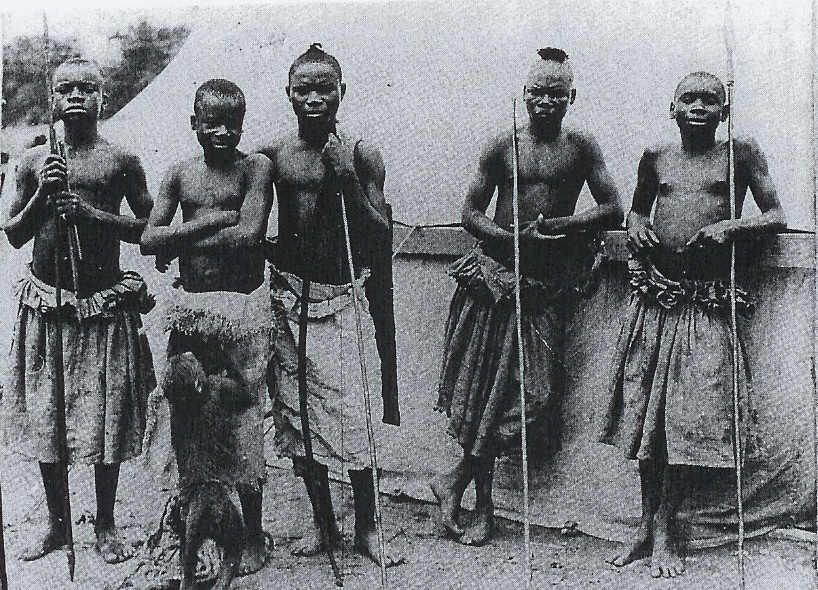
Les cinq Pygmées à l'Exposition de Saint-Louis. Ota Benga est deuxième en partant de la gauche.

Lorsque l'Exposition universelle s'achève en décembre 1904, Ota Benga part en tournée avec Samuel Phillips Verner à travers les États-Unis.
Ayant passé plusieurs années au Congo, Samuel Phillips Verner avait appris à parler le dialecte Tshiluba. Lors de ses visites aux États-Unis, il tenait des conférences, publiait des articles notamment sur les pygmées et était considéré comme un expert du « continent noir ».
Samuel Phillips Verner emmène ainsi Ota Benga dans plusieurs autres grandes villes des États-Unis, notamment à Washington DC pendant l'hiver 1904-5, où Benga découvre la neige pour la première fois de sa vie. Là-bas, il est reçu par l'ambassadeur de Belgique. À Baltimore (Maryland), Ota Benga rencontre le cardinal américain James Gibbons, auquel il raconte son épopée et les actes d'extrême violence perpétrés par les Belges dans son pays d'origine.
À l'issue de cette tournée, Samuel Phillips Verner ramène Ota Benga et les quatre autres Pygmées à La Nouvelle-Orléans, d'où ils doivent embarquer pour rentrer au Congo. Ils arrivent au moment du carnaval de la ville, qui ne manque pas d'intéresser Ota Benga qui se mêle à la fête,.

### Retour au Congo
En 1905, Ota Benga et les quatre autres pygmées accompagnés de Samuel Phillips Verner, montent ainsi à bord d'un navire afin de retourner en Afrique. Ils effectuent d'abord une escale d'une durée d'un mois à La Havane (Cuba), et arrivent au Congo en mai de la même année.
À leur retour, les Pygmées tentent d'expliquer à leurs compatriotes leur vécu extraordinaire, mais il leur est difficile de décrire les objets modernes du monde occidental que personne ne connait et ne peut concevoir, comme par exemple la photographie ou le train.
Samuel Phillips Verner les a accompagnés afin de partir en expédition pour réunir des objets de valeur, comme de l'ivoire pour les musées américains, avec Ota Benga comme guide et interprète. Ce dernier l'aide à éviter les attaques d'animaux sauvages et à négocier avec la population locale. En contrepartie, l'Américain l'initie au maniement des objets modernes. D'étape en étape, Ota Benga retrouve sa vie d'avant, notamment la pratique de la chasse. Il épouse même une femme Twa. Cependant, cette dernière meurt d'une morsure de serpent, ce qui provoque le bannissement de Benga et son maître Verner par les Twa (qui le considèrent comme un sorcier responsable de la mort de la femme).
Les deux hommes quittent ensemble la région du Kasaï, en juin 1906, et arrivent deux mois plus tard à New York après avoir effectué des escales en Sierra Leone et en Angleterre. Les carnets de voyage de Verner indiquent qu'Ota Benga l'aurait imploré de l'amener sur le navire qui les transporterait une fois de plus vers les États-Unis, en raison de son désespoir de n'avoir pu se réintégrer dans son pays d'origine ainsi que de son envie de s'instruire en Occident,.

### Captivité à New York

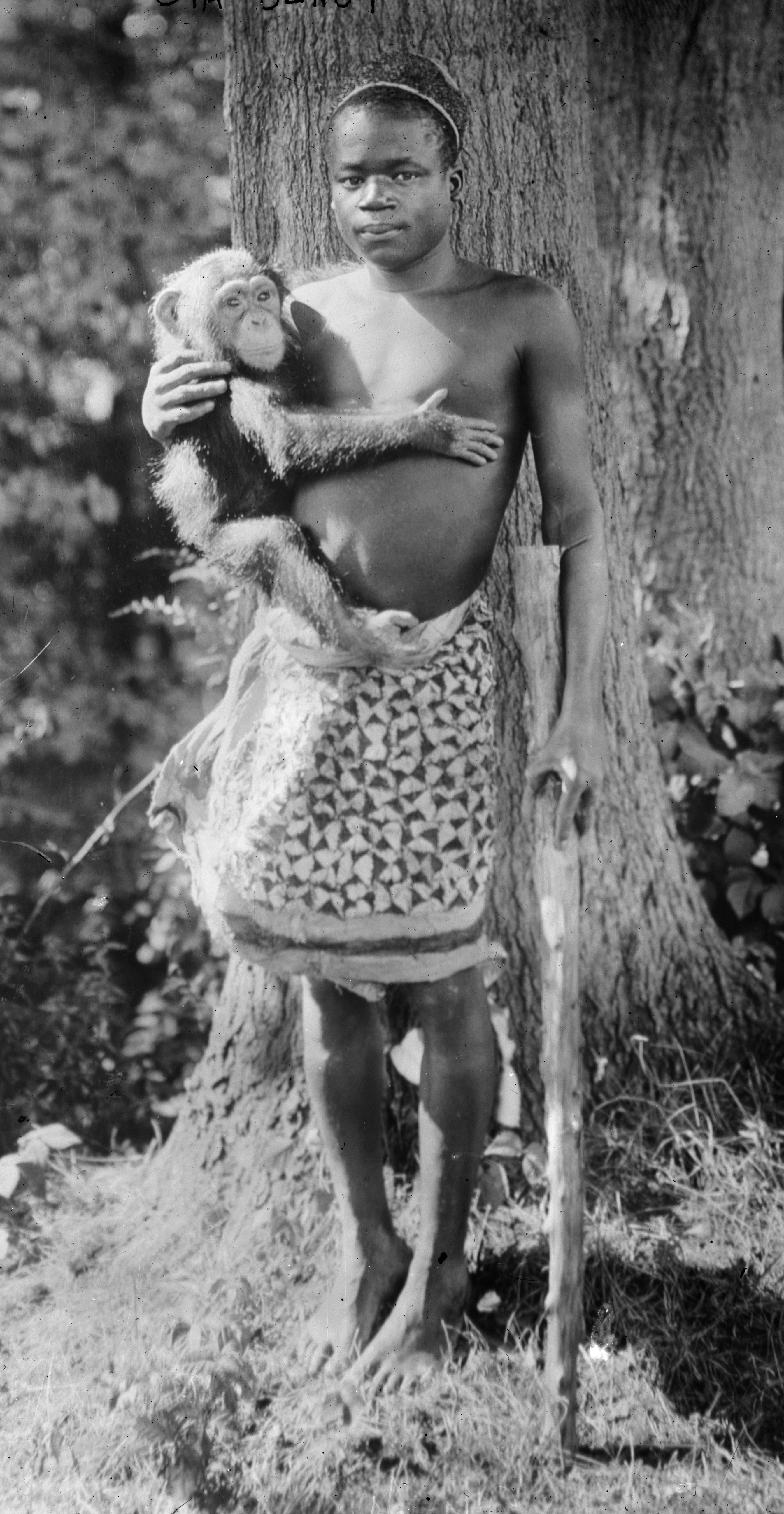
Ota Benga dans le zoo du Bronx en 1906.

#### Muséum américain d'histoire naturelle
Par un commun accord entre Verner et H. C. Bumpus, directeur du musée américain d'histoire naturelle de l'époque, il est décidé qu'Ota Benga soit gardé dans ce musée. Dans l'enceinte de celui-ci, une pièce faisant office de chambre lui est proposée et il a le droit de se rendre dans toutes les salles, à condition de ne pas sortir du muséum. En dépit de cette interdiction, et parce que la captivité est devenue pour Benga difficile à supporter, il tente de quitter le bâtiment en se faufilant parmi la foule de visiteurs. À la suite de difficultés rencontrées par l'équipe du musée afin de garder Benga sous contrôle, le directeur du muséum décide de le transférer vers un autre endroit de la ville, adapté à l'enfermement d'êtres vivants.

#### Zoo du Bronx
Le 27 août 1906, Ota Benga est ainsi transporté jusqu'au zoo du Bronx, à quelques kilomètres au nord du musée. Dans un premier temps, il est laissé libre dans tout l'espace du zoo. Il lui arrive donc régulièrement de se rendre auprès des gardiens du parc zoologique afin de les aider à s'occuper des animaux en cage et les nourrir, c'est le premier travail décent que Benga parvient à obtenir.
Cette liberté initiale lui permet aussi d'aller au sein même des locaux du zoo, et notamment dans le bureau du directeur, William Hornaday, afin d'y recevoir des lettres d'information de l'homme d'affaires l'ayant amené aux États-Unis.
Mais le 8 septembre de la même année, Benga perd sa « liberté » en étant cette fois-ci placé dans un enclos de la zone Monkey House du zoo — c'est-à-dire la division du parc consacrée aux singes. Dans le cadre d'une exposition destinée à promouvoir les concepts de l'évolution humaine et le racisme scientifique, on l'oblige à se comporter de façon primitive devant le public, en compagnie d'un perroquet et d'un orang-outan. Le jour suivant, le directeur du jardin zoologique y installe une pancarte, affichant : 
| Anglais. « The African Pygmy, "Ota Benga." Age, 23 years. Height, 4 feet 11 inches. Weight, 103 pounds. Brought from the Kasai River, Congo Free State, South Central Africa, by Dr. Samuel P. Verner. Exhibited each afternoon during September. » | Français. Le Pygmée africain « Ota Benga ». Âge : 23 ans. Taille : 1,50 m (4′ 11″). Poids : 46,7 kg. Rapporté depuis la rivière Kasaï, dans l'État indépendant du Congo, au sud de l'Afrique centrale, par le docteur Samuel P. Verner. Exposé tous les après-midi de septembre. |

Cette initiative remporte au départ un certain succès, c'est pourquoi Hornaday annonce que l'exposition durerait encore une grande partie de l'automne. En l'espace d'une seule journée, près de 40 000 personnes se rendent en effet au zoo afin d'apercevoir Ota Benga. Ce dernier utilise un arc pour viser une cible et ainsi divertir les visiteurs. En outre, comme il l'avait fait à l'Exposition de Saint-Louis, il montre ses dents pointues au public,.
Toutefois, les protestations du public qui en ont rapidement résulté, et notamment celles des ecclésiastes baptistes Afro-Américains qui menaçaient de poursuivre en justice Hornaday, ont finalement conduit au retrait de Benga du zoo le 27 septembre 1906, soit un mois après son arrivée,.

### Orphelinats et vie à l'américaine
Il est confié à l'orphelinat des enfants noirs de New York (Howard Colored Orphan Asylum), dans l'arrondissement de Brooklyn. James Gordon, son directeur, tenait lui-même à l'accueillir afin de lui enseigner, entre autres, la langue anglaise, et ainsi prouver qu'il était apte à agir tel un « homme civilisé ». Ses premiers progrès se manifestent lorsqu'il parvient, un jour, à écrire son nom et son prénom. Quelque temps plus tard, il est déplacé vers un orphelinat de Long Island.
Il vit dans ce nouvel orphelinat jusqu'à son transfert à Lynchburg en Virginie en mars 1910. Là, il apprend vraiment à vivre comme un Américain ordinaire. Vêtu dans le style occidental, ses dents sont aussi dissimulées grâce à des couronnes. Il poursuit son apprentissage à l'école primaire, son nom est modifié en « Otto Bingo ». Après avoir suffisamment amélioré son niveau d'anglais, il quitte l'école et trouve divers emplois, tels que ouvrier dans une usine de tabac,.

### Suicide
Lors du déclenchement de la Première Guerre mondiale, qui entrave la liberté de circulation, Ota Benga réalise que son espoir de retour au Congo s'est envolé. Le 20 mars 1916, il se suicide d'une balle dans la poitrine avec un fusil qu'il a emprunté,. Il est enterré deux jours plus tard au cimetière public de Lynchburg, dans une tombe anonyme dont l’emplacement reste encore à ce jour incertain.

## Postérité

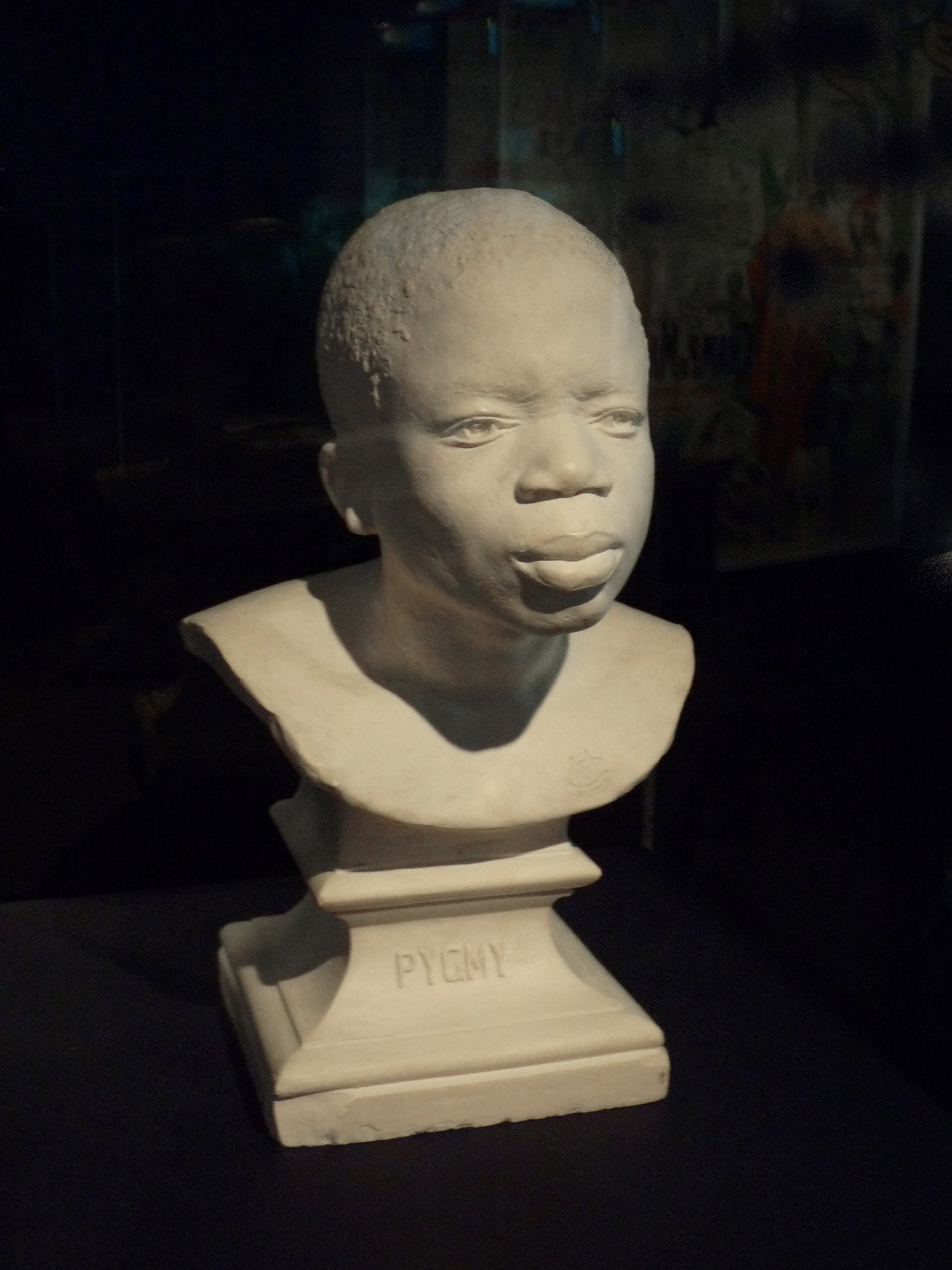
Buste en plâtre, 1906 (musée américain d'histoire naturelle).

En 1906, le sculpteur américain Casper Mayer (1871-1931), également l'auteur de plusieurs autres bustes ethniques, réalise un buste en plâtre d'Ota Benga. Le socle porte l'inscription « Pygmy » en lieu et place de son nom. L'œuvre fait aujourd'hui partie des collections du musée américain d'histoire naturelle de New York. Elle a été exposée en France dans le cadre de l'exposition historiographique Exhibitions. L'invention du sauvage, présentée au musée du Quai Branly en 2012.
Par ailleurs, plusieurs organisations ont été créées afin de rendre hommage au Pygmée, telles que l'Ota Benga Alliance for Peace, Healing and Dignity au Congo, ou encore le collectif d'artistes afro-américains Otabenga Jones and Associates, fondé à Houston (Texas). Des conférences portant sur Ota Benga ont également été organisées à l'université de Lynchburg (Virginie).
Au cinéma, divers personnages ou scénarios se sont inspirés de la vie d'Ota Benga. Le personnage de Ngunda Oti, joué par l'acteur Rampai Mohadi dans le film L'Étrange Histoire de Benjamin Button (2008), est par exemple basé sur lui. Le film The Fall (2006) s'en inspire également.
La romancière Jennifer Richard évoque la vie d'Ota Benga dans son roman « Notre royaume n’est pas de ce monde »,.